# Manifestations des étudiants en médecine en Équateur de 2019
Les manifestations des étudiants en médecine en Équateur de 2019 (en espagnol : manifestaciones de los estudiantes de medicina en Ecuador de 2019) sont une série de protestations démarrées le 1er mai 2019 aux mesures décidées par les ministères de la Santé et du Travail du gouvernement de Lenín Moreno sur les bourses qu'obtiendraient les internes de médecine, générant un malaise dans ce secteur.

## Événements

### Mai
Fin avril, le Ministère de la Santé et celui du Travail élaborent ensemble une réforme de la "Norme Technique de la Rotation des Internes dans les Établissements de Santé" (en espagnol : Norma Técnica del Internado Rotativo en Establecimientos de Salud)  qui réduit de presque 200 dollars la bourse pour les internes qui pratiquent des rotations entre les différentes disciplines du secteur de la santé. Les deux factions de la Fédération des Étudiants Universitaires d’Équateur (FEUE) organisent rapidement des protestations.
Le 1er mai ils commencent à manifester, en même temps que les autres secteurs professionnels à l'occasion de la Journée internationales des travailleurs,. Le 3, le Ministère de Santé répond après les premières protestations qu'il va mener la réforme jusqu'au bout.
Le 14 mai a lieu l'investiture des autorités locales élues le 24 mars. À Quito, les étudiants organisent une manifestation-choc devant le maire élu Jorge Yunda, ce qui amène le futur maire à apporter son soutien aux étudiants.
Le même jour à Guayaquil, face à la réduction de la bourse et aussi à cause de problèmes de quota pour les internes, une manifestation part de l'Université de l'État et arrive au bâtiment "Joaquín Galiciens Lara", où 4 manifestants, 3 internes et un étudiant sont interpellés. À minuit, 3 d'entre eux sont libérés0 et le quatrième reste en détention, accusé d'avoir agressé un policier, ce qui amène les étudiants à manifester devant les quartiers de la Police Nationale équatorienne. Le manifestant ne sera libéré qu'en août 2019.
Le 16, le Ministère de Santé rompt ses négociations entre les manifestants et les ministres de la Santé et des Finances, Verónica Espinosa et Richard Martínez, qui portaient sur la possibilité d'augmenter le montant de la bourse. Ceci provoque une manifestation qui part de Cruz del Papa, dans le parc La Carolina, jusqu'à la Plate-forme Financière, lieu où est situé le Ministère de Finances.
Le 17 mai, un accord entre l'Association des Internes Rotatifs (Asociación de Internos Rotativos - AIR) et le Ministère de Santé est annoncé. L'accord comprend une clause qui accepte de ne pas réduire le montant de la bourse pour le mois en cours. L'AIR signale aussi qu'elle allait continuer les mobilisations jusqu'à ce que l'accord soit effectif. Cette mesure ne satisfait pas les étudiants de l'Université Centrale, ni la faction de la FEUE dirigée par Mauricio Chiluisa,.
Le 20 à Cuenca, les universités de la ville apportent leur soutien aux manifestants. Les recteurs des universités de Cuenca, Catholique et d'Azuay demandent la suspension immédiate de la mesure de réduction de la bourse, en la contestant avec une lettre d'action publique d'inconstitutionnalité.

### Août et septembre
La dernière semaine d'août, les étudiants de médecine recommencent leurs mobilisations. Le 27, en Guayaquil une marche part de l'Université de l'État jusqu'au Bâtiment "Joaquin Galiciens Lara" pour protester contre la réduction de leur bourse, car la promotion de septembre 2019 n'est pas incluse dans l'accord du 17 mai, et aussi à cause du problème des quotas des internes. Le 4 septembre le gouvernement annonce qu'il abandonnait la réduction de la bourse, après que les internes aient refusé de se rendre en cours ou dans leurs hôpitaux et qu'ils aient annoncé des nouvelles protestations pour le 7 septembre. Sensiblement aux mêmes dates, les recteurs des universités de Cuenca remportent un vote en faveur du maintien de la bourse.

## Suites
Plus tard en octobre 2019, l’Équateur sera à nouveau secoué par un nouveau mouvement de contestation contre la politique économique du gouvernement Moreno, beaucoup plus court mais beaucoup plus violent.